# Chùa Đại Phúc
Chùa Đại Phúc còn có tên Chùa Ngọc Trục, tọa lạc tại thôn Ngọc Trục, xã Đại Mỗ, huyện Từ Liêm, TP. Hà Nội.
Chùa đã được Bộ Văn hóa – Thông tin công nhận là Di tích lịch sử – văn hóa quốc gia năm 1992.

## Lịch sử
Chùa được dựng từ lâu và được trùng tu nhiều lần vào thời Hậu Lê. Lần trùng tu mới nhất vào năm 1947 do Sư cụ Thích Đàm Nhâm tổ chức.
Chùa có giá trị đặc sắc về kiến trúc nghệ thuật. Từ ngoài vào, chùa có các công trình sau: cổng xây hai tầng theo kiểu ngũ môn, phương đình được xây giữa cổng và ngôi chánh điện. Chánh điện xây kiểu chữ "Đinh" gồm tiền đường và hậu cung.
Chánh điện được bài trí trang nghiêm. Chùa có 50 pho tượng tròn, trong đó có những pho tượng nổi bật là: tượng Bồ tát Di Lặc (cao 0,60m), tượng Tuyết Sơn (cao 0,56m; thế kỷ XIX), tòa Cửu Long (thế kỷ XVIII), tượng Bồ tát Chuẩn Đề...
Chùa có đại hồng chung đúc năm Cảnh Thịnh thứ 2 (1794) nhưng đã bị vỡ. Các bài ký trên bia và chuông cho biết làng xưa có tên là thôn Thượng thư, sau đổi là thôn Thượng Văn cùng với thôn Trung Văn thuộc xã Ngọc Trục, huyện Từ Liêm, phủ Quốc Oai, trấn Sơn Tây; về sau thuộc tổng Đại Mỗ, phủ Hoài Đức, tỉnh Hà Đông. Nay thôn Thượng Văn đổi thành Ngọc Trục thuộc xã Đại Mỗ, còn thôn Trung Văn thuộc xã Trung Văn.